# Gamelia musta
Gamelia musta är en fjärilsart som beskrevs av William Schaus 1912. Gamelia musta ingår i släktet Gamelia och familjen påfågelsspinnare. Inga underarter finns listade i Catalogue of Life.